# لورا روزگوتا
لورا روزگوتا (انگلیسی: Laura Ruzgutė؛ زادهٔ ۹ اکتبر ۱۹۹۷) بازیکن فوتبال اهل لیتوانی است.
وی همچنین در تیم ملی فوتبال Lithuania بازی کرده‌است.